# Georgios Simitsis
Yeoryos Simitsís (in greco Γεώργιος Σιμιτσής?; 27 maggio 1994) è un taekwondoka greco.

## Palmarès
- Europei

Baku 2014: argento nei 54 kg.